# Vereniging Woekerpolis.nl
De Vereniging Woekerpolis.nl is een vereniging in Nederland die de belangen behartigt van mensen met een woekerpolis. De vereniging is oorspronkelijk een initiatief van ConsumentenClaim, maar inmiddels volledig zelfstandig. De vereniging is in 2017 een samenwerkingsverband aangegaan met Stichting Woekerpolisproces.
Het doel van de Vereniging Woekerpolis.nl is om voor al haar leden met een lopende of beëindigde woekerpolis een passende compensatie te verkrijgen. De vereniging probeert dit doel te bereiken door het voeren van overleg, maar met name door het voeren van collectieve procedures bij de rechter. Dit gebeurt op basis van no cure, no pay.

## Wat is een woekerpolis?
Een woekerpolis is een beleggingsverzekering. De term "woekerpolis" is eind 2006 geïntroduceerd door het TROS-programma Radar en is vervolgens door andere media overgenomen. Deze verzekeringen bleken complex en relatief duur te zijn. Deze verzekeringen werden verkocht om te sparen, voor de aflossing van de hypotheek of als aanvulling op het pensioen. Verzekerden ondervonden bij veel beleggingsverzekeringen een groot financieel nadeel bij tussentijdse beëindiging en de verzekeraars zouden hierover onvoldoende duidelijkheid geven. Daarnaast werden er veel gebreken aangetroffen met betrekking tot de overige informatie bij de polissen.
De woekerpolisaffaire kwam aan het licht in 2006 door een onderzoek van de Autoriteit Financiële Markten (AFM) waarin geconstateerd werd dat er veel mis was met beleggingsverzekeringen. Volgens de AFM waren er in 2018 waarschijnlijk nog zo'n 2 miljoen lopende woekerpolissen. Volgens schattingen zijn er sinds 1993 zo'n 7 miljoen verkocht.
Aan de hand van een polisblad, offerte(s), jaaroverzicht(en) en overige informatie van de verzekeraar kan gecontroleerd worden of de polis een beleggingsverzekering (woekerpolis) betreft. De AFM heeft bezitters van een woekerpolis opgeroepen om actie te ondernemen.
Volgens Ab Flipse, voorzitter van de Vereniging Woekerpolis.nl, zijn in 2017 slechts zo’n 150.000 mensen bij een claimclub aangemeld, terwijl er miljoenen gedupeerden zijn.

## Collectieve procedures
De Vereniging Woekerpolis.nl voerde in februari 2019, collectieve procedures tegen 5 grote verzekeraars: Achmea, AEGON, ASR Nederland, Nationale-Nederlanden en Reaal. Procedures tegen de Goudse en Legal & General (Scildon) zijn volgens de vereniging in voorbereiding. In 2017 is met verzekeraar Allianz een regeling tot stand gekomen. Mensen met een woekerpolis van Allianz die op dat moment waren aangemeld bij de vereniging, werden gecompenseerd.
De collectieve procedures van de Vereniging Woekerpolis.nl worden gevoerd door ConsumentenClaim.

### Achmea
De procedure tegen Achmea is gestart op 3 januari 2019. De Vereniging Woekerpolis.nl voert deze procedure samen met de Consumentenbond. Achmea verkocht in totaal 800.000 beleggingsverzekeringen.

### AEGON
De collectieve procedure tegen AEGON is gestart op 28 maart 2014. De procedure spitst zich toe op de producten Koersplan, Fundplan en Vermogensplan. Op 28 juni 2017 deed de rechtbank Den Haag een uitspraak in deze zaak. Een deel van de vordering van de vereniging werd toegewezen: AEGON is volgens de rechtbank ernstig tekort geschoten in de informatievoorziening aan haar klanten. Volgens de vereniging was de uitspraak niet vergaand genoeg, daarom loopt de procedure nu bij het gerechtshof.

### ASR
In juni 2016 is ASR gedagvaard door de Vereniging Woekerpolis.nl. ASR verkocht circa 1,1 miljoen woekerpolissen onder verschillende merknamen zoals Stad Rotterdam, Woudsend en AMEV. De procedure spitst zich toe op de twee meest verkochte producten van ASR: het ABC Spaarplan en de Waerdyepolis. De procedure bij de rechtbank in Utrecht is gewonnen door ASR. De rechter oordeelde dat de verzekeraar klanten met een woekerpolis voldoende informatie heeft verstrekt over de kosten en gevaren van hun financiële product. Ook zijn de woekerpolissen van het bedrijf geen „gebrekkig product” . De rechter vindt wel dat ASR onrechtmatig heeft gehandeld door bij het ABC Spaarplan bij polissen met een zogeheten hoog-laagconstructie te veel administratiekosten in rekening te brengen . De Vereniging Woekerpolis.nl heeft aangegeven in hoger beroep te gaan .

### Nationale-Nederlanden
Eind 2013 is de procedure tegen Nationale-Nederlanden (NN) gestart. Op 1 april 2017 vond het pleidooi plaats en op 19 juli 2017 heeft de rechtbank uitspraak gedaan. De vorderingen van de Vereniging Woekerpolis.nl zijn afgewezen. Daarom heeft de vereniging besloten in hoger beroep te gaan.

### Reaal
Op 3 november 2015 heeft de Vereniging Woekerpolis.nl staatsverzekeraar Reaal gedagvaard. De rechtbank Alkmaar heeft op 20 december 2017 de Vereniging Woekerpolis.nl in het gelijk gesteld. Reaal moet de door haar klanten geleden schade veroorzaakt door het hefboom- en inteereffect vergoeden. Toch is de vereniging in deze zaak in hoger beroep gegaan. De procedure bij het gerechtshof loopt.

## Claimcode
De Claimcode geeft consumenten meer duidelijkheid en garanties over stichtingen die namens hen gaan procederen voor genoegdoening. De Claimcode is opgesteld door een onafhankelijke commissie, onder leiding van mr. Bert van Delden, voormalig voorzitter van de Raad voor de rechtspraak.
De Vereniging Woekerpolis.nl onderschrijft de claimcode.

## Wet afwikkeling massaschade in collectieve actie
Op 29 januari 2019 heeft de Tweede Kamer ingestemd met het wetsvoorstel dat collectieve schadevergoeding mogelijk maakt. Met de nieuwe Wet afwikkeling massaschade in collectieve actie kunnen belangenorganisaties voor groepen consumenten die door dezelfde gebeurtenis schade hebben geleden, via de rechter collectief schadevergoeding eisen. De rechter bepaalt vervolgens in één procedure of een bedrijf de regels heeft overtreden én wat een gepaste schadevergoeding is.